# Theodore Schultz
Theodore William "Ted" Schultz (født 30. april 1902 i Badger, South Dakota, død 26. februar 1998 i Evanston, Illinois) var en amerikansk økonom og bl.a. professor ved University of Chicago. I 1979 modtog han Nobelprisen i økonomi sammen med William Arthur Lewis "for deres forskning i økonomisk udvikling med særlig fokus på problemerne i u-lande."

## Liv og virke
Schultz blev født på en gård og modtog kun begrænset skolegang som ung. Hans far tog ham ud af den lokale skole i 8. klasse, fordi han var bange for, at sønnen ikke ville ønske at fortsætte med at arbejde på gården, hvis han gik i skole længere. Schultz fik dog senere mulighed for at følge et tre-årigt studieprogram (fire måneder hver vinter) på landbrugsskolen ved South Dakota State University. Senere tog han en bachelor-grad i jordbrug og økonomi, og i 1930 fik han en ph.d.-grad i jordbrugsøkonomi ved University of Wisconsin–Madison med en afhandling, der havde titlen The Tariff in Relation to the Coarse-Feed Grains and a Development of Some of the Theoretical Aspects of Tariff Price Research.
Han underviste ved Iowa State College fra 1930 til 1943. Fra 1946 til 1961 var han professor i økonomi ved University of Chicago. Her forskede han bl.a. i årsagerne til, hvorfor Tyskland og Japan havde haft en meget hurtig genopbygning efter anden verdenskrig, hvorimod Storbritannien f.eks. måtte fortsætte med at rationere maden længe efter krigen. Han konkluderede, at hurtigheden af genopretningen afhang af en sund og veluddannet arbejdsstyrke. Uddannelse gør mennesker produktive, og et godt sundhedsvæsen sørger for, at uddannelsesinvesteringen overlever og er i stand til at producere. Han var dermed en vigtig bidragyder til forskningen i teorien om humankapital og inspirerede meget forskning i international udviklingsøkonomi i 1980'erne. Det motiverede bl.a. Den Internationale Valutafond (IMF) og Verdensbanken til at støtte investeringer i erhvervs- og tekniske uddannelser i udviklingslande.

## Nobelprisen
Schultz fik Nobelprisen for sit arbejde inden for udviklingsøkonomi med særlig fokus på jordbrugsøkonomien. Han analyserede jordbrugets rolle i den samlede økonomi, og hans arbejde havde vidtrækkende konsekvenser for industrialiseringspolitikken i både udviklings- og udviklede lande. Schultz fremførte også ideen om uddannelseskapital, en udløber af begrebet humankapital, der især drejede sig om specifikke investeringer i uddannelse.
I 1960 var Schultz formand for den amerikanske økonomsammenslutning American Economic Association. 